# Пельт, Владимир Данилович
Владимир Данилович Пельт (1920—1988) — учёный, профессор, доктор филологических наук, один из основоположников теории советской печати.

## Биография
В. Д. Пельт родился 10 февраля 1920 года в посёлке Струги Красные, Петроградская губерния, РСФСР (ныне Псковская область).
1938 год — поступил на комсомольское отделение Ленинградского Коммунистического института журналистики имени В. В. Воровского.
1940 год — начал работать ответственным секретарём районной газеты «Колхозная стройка».
Во время Великой Отечественной войны был эвакуирован в Горьковскую область, работал ответственным секретарем редакции Воскресенской районной газеты «Колхозная победа».
С 1944 года — литературный работник Сумской областной газеты «Сталинская зброя», корреспондент республиканской молодежной газеты «Сталинское племя» (Украинская ССР).
С 1945 года член КПСС.
1951 год — заочно закончил русское отделение филологического факультета МГУ им. М. В. Ломоносова и поступил в аспирантуру. Работал редактором газеты «Московский университет».
1954 год — защитил кандидатскую диссертацию «М. Горький — организатор и редактор журнала „Наши достижения“. 1928—1936».
1968 год — защитил докторскую диссертацию «М. Горький — журналист».
С 1966 года — заведующий кафедрой теории и практики партийно-советской печати МГУ им. М. В. Ломоносова, профессор, член специализированных учёных советов по журналистике, член Совета МГУ им. М. В. Ломоносова по гуманитарным наукам, член Научно-методического Совета по журналистике Минвуза СССР, заведующий кафедрой журналистики Филиала Университета марксизма-ленинизма при МГК КПСС.
С 1970 года профессор.
Скончался 31 января 1988 года в Москве. Похоронен на Хованском кладбище.

## Награды
Орден Дружбы народов (1980).

## Память
На факультете журналистики МГУ им. М. В. Ломоносова учреждена премия имени В. Д. Пельта Архивная копия от 14 августа 2007 на Wayback Machine за лучшую журналистскую работу.

### Учебные пособия
Источник — электронный каталог Российской национальной библиотеки Архивная копия от 3 марта 2016 на Wayback Machine:
1. Пельт, В. Д. Предвоенная советская печать : проблематика выступлений, совершенствование организации прессы в предвоенные годы, 1937- июнь 1941 : [учеб. пособие] / В. Д. Пельт. — Москва : Изд-во Московского ун-та, 1974. — 99 с. ; 20 см. — 0.31.
2. Аналитические жанры газеты : Хрестоматия / [Сост. В. Д. Пельт, М. З. Тузова]. — М. : Изд-во МГУ, 1939. — 236, [1] с.+ 25 см ISBN 5-211-00356-X, 4400 экз.
3. Пельт В. Д. Предвоенная советская печать. Проблематика выступлений, совершенствование организации прессы в предвоенные годы 1937-июнь 1941. — М. Изд-во МГУ, 1974. — 204 с.
4. Информационные жанры газетной публицистики : Хрестоматия / Составители В. Д. Пельт, М. З. Тузова]. — М. : Изд-во МГУ, 1986. — 295, [1] с.+ 21 см 5000 экз.
5. Информация в газете : Учеб.-метод. пособие. — М. : Изд-во МГУ, 1980. — 63 с.+ 22 см. В надзаг.: М-во высш. и сред. спец. образования СССР, Науч.-метод. каб. по заоч.. и веч. обучению МГУ им. М. В. Ломоносова. — Библиогр.: с. 60-62. — 3000 экз.
6. Пельт В. Д. Рыболовный дед // Рыболов-спортсмен: альманах, № 28. М., 1968. С. 240—247.
7. Проблематика газетных выступлений. – Москва, 1975[2].
8. Теория и практика советской партийной печати (редактор-составитель). – Москва, 1980.